# Tod Williams
Tod Culpan Williams (* 27. September 1968 in New York City) ist ein US-amerikanischer Regisseur, Filmproduzent und Drehbuchautor.

## Leben und Karriere
Williams, Jahrgang 1968, studierte Malerei und Literatur, bevor er freier Mitarbeiter der New York Times wurde. Sein erster Film Die Abenteuer des Sebastian Cole aus dem Jahr 1998 mit Adrian Grenier in der Hauptrolle erhielt gemischte Kritiken und war kein großer Erfolg. Sein zweiter Film The Door in the Floor – Die Tür der Versuchung (2004) mit Jeff Bridges, Kim Basinger und Elle Fanning in den Hauptrollen war vor allem ein künstlerischer Erfolg. Williams wurde für zwei Filmpreise nominiert: den Internationalen Literaturfilmpreis und den Independent Spirit Awards 2005. Ein großer finanzieller Erfolg hingegen war Paranormal Activity 2 aus dem Jahr 2010. Im Jahr 2016 hatte schließlich der Horrorthriller Puls mit John Cusack und Samuel L. Jackson, gedreht nach dem gleichnamigen Roman des Bestsellerautors Stephen King, Premiere.
Williams war von 1995 bis 2000 mit Famke Janssen verheiratet und ist es seit 2004 mit Gretchen Mol. Das Paar hat zwei Kinder.
2010 wurde Tod Williams zum Vollmitglied der National Academy of Design gewählt. Seit 2009 ist er Mitglied der American Academy of Arts and Letters.

## Filmografie
- 1998: Die Abenteuer des Sebastian Cole (The Adventures of Sebastian Cole)
- 2004: The Door in the Floor – Die Tür der Versuchung (The Door in the Floor)
- 2010: Paranormal Activity 2
- 2016: Puls (Cell)